# 国際健康植物科学専門学校
国際健康植物科学専門学校（こくさいけんこうしょくぶつかがくせんもんがっこう）は、東京都小平市にある私立専修学校。旧校名は、国際園芸セラピー専門学校。田中教育グループである学校法人啓倫学園が経営母体。

## 沿革
田中教育グループのホームページにある「田中教育グループの特徴」および西東京調理師専門学校のホームページ内にある「本校およびグループ校のあゆみ」を参照。
- 1967年 - 東京都小平市にて田中教育グループ最初の学校となる東京割烹料理学院（のち西東京調理師専門学校に改編）が開校
- 2000年 - 国際園芸セラピー専門学校として開校
- 2006年 - 国際園芸セラピー専門学校の校名を国際健康植物科学専門学校に変更